# Groupe de NGC 6907
Selon A. M. Garcia, le groupe de NGC 6907 est un trio de galaxies situé dans les constellations du Capricorne et du Dauphin. Il faut cependant ajouter à ce trio, la galaxie NGC 6908, car elle forme une paire avec NGC 6907. La distance moyenne entre ces quatre galaxies et la Voie lactée est d'environ 42,7 Mpc (∼139 millions d'al).

## Membres
Le tableau ci-dessous liste les trois galaxies du groupe indiquées dans l'article de A.M. Garcia paru en 1993, auquel s'ajoute la galaxie NGC 6908.
| Nom      | Class.   | Type           | α (J2000.0)     | δ (J2000.0)     | Vitesse radiale (km/s) | m    | Distance (Mpc) | Diamètre (kal) |
| -------- | -------- | -------------- | --------------- | --------------- | ---------------------- | ---- | -------------- | -------------- |
| NGC 6907 | SB(s)bc  | Spirale barrée | 20h 25m 06.629s | -24° 48′ 33.00″ | 3169 ± 2               | 11,2 | 43,3 ± 3,0     | 163            |
| IC 4999  | SB(rs)c? | Spirale barrée | 20h 23m 56.34s  | -26° 00′ 53.8″  | 3156 ± 20              | 12,5 | 43,2 ± 3,0     | 85             |
| IC 5005  | SB(s)cd? | Spirale barrée | 20h 25m 20.21s  | -25° 49′ 45.4″  | 3112 ± 6               | 12,7 | 43,2 ± 3,0     | 85             |
| NGC 6908 | S0       | Lenticulaire   | 20h 25m 08.965s | -24° 48′ 04.11″ | 3060 ± 16              | 14,6 | 41,7 ± 2,9     | 12             |

Le site DeepskyLog permet de trouver aisément les constellations des galaxies mentionnées dans ce tableau ou si elles ne s'y trouvent pas, l'outil du site constellation permet de le faire à l'aide des coordonnées de la galaxie. Sauf indication contraire, les données proviennent du site NASA/IPAC. 